# Henties Bay
Henties Bay (Afrikáans: Hentiesbaai, alemán: Hentiesbucht) es una ciudad costera en la región de Erongo, Namibia. Está localizado a 70 km al norte de Swakopmund y es una importante población de vacaciones. 70 kilómetros al norte de la ciudad está la colonia de lobos marinos de Cabo Cross. La ciudad tiene aproximadamente 8,000 habitantes (10,000 durante el período de vacaciones) y posee 121 kilómetros cuadrados (47 sq mi) de tierra. El alcalde de Henties Bay es Aila Haufiku.

## Historia
Bartolomeu Dias navegó a lo largo de la costa del Atlántico en 1488. Al acercarse al área que hoy es la Henties Bay  descubrió tal abundancia de peces que nombró a este costa Praia das Sadhinas, Playa de las sardinas. La fuente de agua dulce fue descubierta por los soldados de la Schutztruppe en 1886. En 1920, un catador de minerales se quedó por la noche. Después de probar el agua esté dijo haber sido curado de una aflicción.
El origen del nombre  de la ciudad es del alcalde Hendrik "Henty" Stefanus van der Merwe, quién descubrió el sitio en 1929 mientras buscaba agua. Estaba cazando un rinoceronte en el árido hinterland de la costa namibia cerca de Brandberg para obtener una recompensa de un museo de Pensilvania para conseguir un esqueleto de rinoceronte. Después de disparar al rinoceronte y extraer la carne de los huesos, el recurso hídrico de la expedición disminuía, por lo que se forzó a su equipo a cargar el cuerpo descompuesto y buscar agua.
Escogieron seguir en dirección de la costa del Atlántico y logró llegar cerca de Cabo Cross. De allí van der Merwe y sus socios buscaron hacia el sur cerca de la boca del río Omaruru. Unas cuantas millas al sur de la boca descubrieron un valle de arena profundo con caña que allí crecía y que anunciaba la presencia de agua dulce. A van der Merwe le gustó el sitio y después de haber entregado los huesos y recogiendo su recompensa, regresó la Navidad siguiente para construir una cabaña de madera en el lecho del río. El sitio se hizo conocido como Henty se baai (Bahía de Henty) y se desarrolló como un lugar de vacaciones, principalmente debido a la abundancia de peces.
En 1951 la administración de Äfrica del sur–oeste oeste mandatado por Sudáfrica, ordenó un catastro en el lecho del río Omaruru disponibles para su arriendo, pero no se permitió el levantamiento de edificaciones permanentes. La primera tienda se estableció durante aquel tiempo. Un faro fue levantado para guiar barcos a lo largo de la peligrosa costa namibia. En los años 1960 se realizaron excavaciones mineras después que se descubrieran diamantes en el área en algunas ocasiones. Unos cuantos años más tarde la minería fue abandonada debido a la falta de éxito. En 1966 se decidió que el lecho del río no podía servir para asentarse, y las propiedades del norte y del sur de este fueron vendidas. Un hotel fue construido un año más tarde, y la ciudad empezó a desarrollarse.

## Medioambiente y turismo
La ciudad es predominantemente un destino turístico para pescadores y aficionados del 4x4. El mercado de propiedades se ha expandido significativamente desde fines de los 1990's, particularmente para alojamientos de vacaciones de mayores ingresos.
Henties Bay está situada en el Área Recreacional de la Costa Oeste pero hay pocas restricciones, particularmente para conducir fuera de pista en la playa y a través de las llanuras. Esto atrae a turistas al área pero pone una carga en el entorno sensible. Específicamente en peligro son los campos de liquen que les toma décadas para recuperarse de las senderos cortados a través de ellos, y la golondrina de Damara cuál es endémico a la Costa de Esqueleto y amenazado por pérdida de hábitat.

## Política
Henties Bay está gobernada por un consejo municipal que actualmente tiene siete cupos.
Henties Bay es la sede de la Asociación Cívida de Henties Bay, un partido político local qué concursa en las elecciones locales. En la elección local del 2010, el partido recibió el más votos (aproximadamente 44%), mientras SWAPO acabó en 2.º lugar con aproximadamente 37%. El partido Carrera por la Democracia y el Progreso, era el partido de oposición en la Asamblea Nacional que siguió a las elecciones general es de 2009, donde también disputó la elección y recibió 4%. De 2004-10, la autoridad local de Henties Bay incluida 3 miembros de la Asociación Cívica, 3 miembros de SWAPO  y 1 miembro de la UDF.

### Asunto de corrupción del ayuntamiento
En noviembre de 2009, tres concejales de ciudad, director de recursos humanos de la ciudad y el director ejecutivo de las ciudades fueron arrestados con cargos de corrupción por generar contratos de servicios como trabajadores a amigos de los funcionarios en el 2007.